# Čtyřlístek (časopis)
Čtyřlístek je jeden z nejznámějších a nejdéle vycházejících českých dětských časopisů. Vychází od roku 1969.
Hlavní náplní je komiks Čtyřlístku, který se vyskytuje v každém čísle. Kromě toho obsahuje
časopis několik dalších komiksových seriálů, které se různě střídají.

## Historie Čtyřlístku

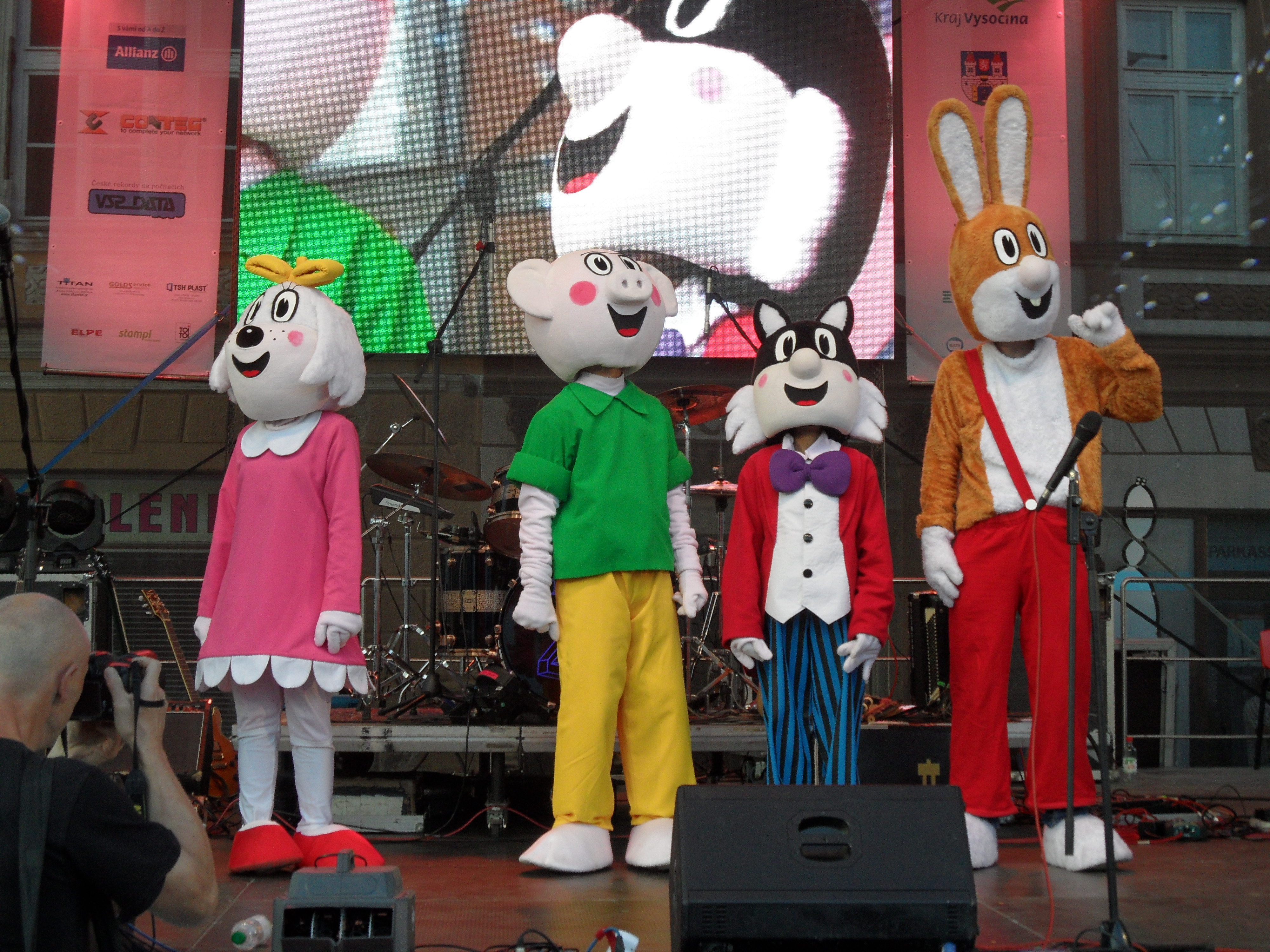
Postavy Čtyřlístku

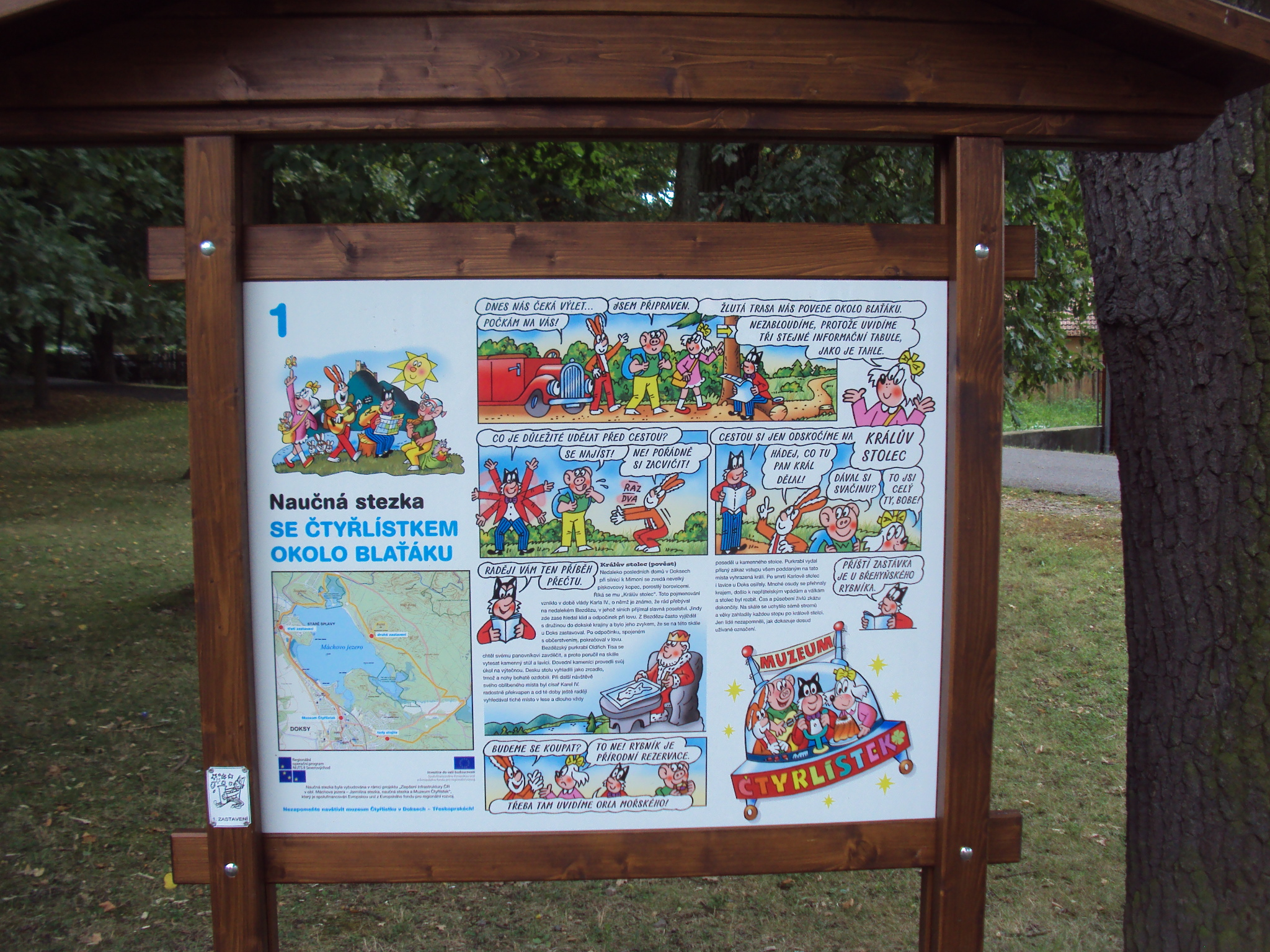
Čtyřlístek na naučné stezce

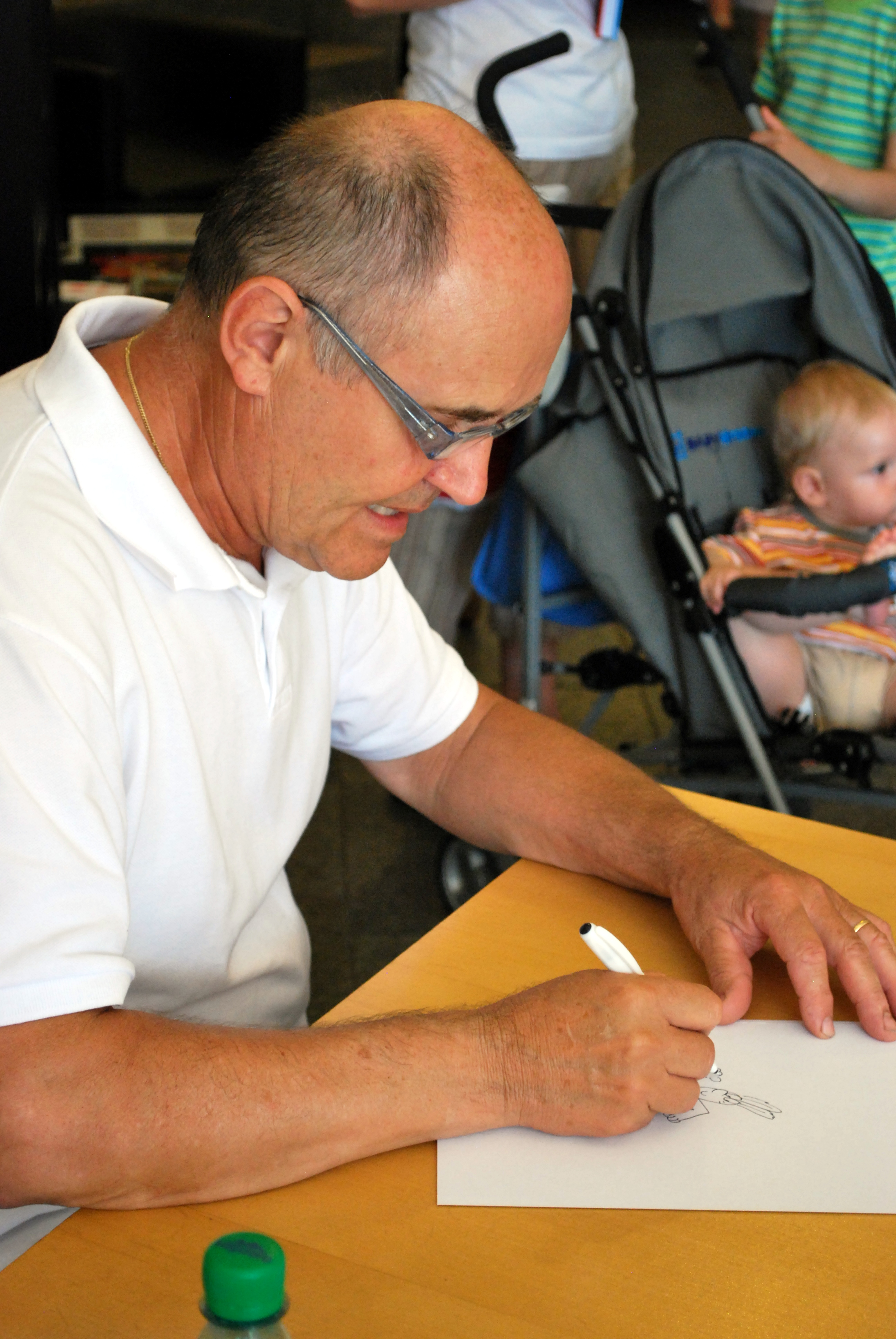
Jaroslav Němeček kreslí Pinďu

První číslo časopisu vyšlo 15. května 1969 v nakladatelství Orbis. Původně se nepočítalo s tím, že by příhody Čtyřlístku mohly mít nějaké pokračování, ale velký zájem čtenářů si vyžádal další díly. První příběhy si celé vymyslel Jaroslav Němeček, později mu s vymýšlením pomáhali spisovatelé. Jedním z prvních spoluautorů byla Ljuba Štíplová (nejprve pod pseudonymem Miloš Štípl), scénář pro dvě raná čísla (24, 25) napsal také básník Pavel Šrut (pod pseudonymem Petr Karmín), v roce 1991 se připojili další: Libuše Koutná, Hana Lamková, Josef Lamka, Jiří Poborák, Karel Ladislav a jiní.
Příběhy Čtyřlístku vycházely v časopisecké edici Knihovnička Čtyřlístek osmkrát až devětkrát ročně a jeho náklad se koncem 80. let vyšplhal na 220 tisíc výtisků v jednom vydání. I při tomto vysokém nákladu zůstal Čtyřlístek nedostatkovým zbožím. Stal se skutečným kulturním fenoménem.

### Současnost
V roce 1990 vzniklo soukromé nakladatelství Čtyřlístek pokračující v tradici. Dnes vychází Čtyřlístek dvacetkrát ročně, přibližně v nákladu 40 000 výtisků. Koncem roku 2015 vyšlo již 600. číslo. Každoročně také vychází tři až pět knižních titulů. Nejúspěšnější z nich, Muž z budoucnosti Ljuby Štíplové a Jaroslava Němečka, dosáhl nákladu 60 000 kusů. V knižní podobě jsou vydávány i původní příběhy Čtyřlístku postupně od prvního čísla, v roce 2015 už vyšla již 14. Velká kniha Čtyřlístku
Kromě toho nakladatelství vydává i další materiály s čtyřlístkovou tematikou jako magazín Čtyřlístek Speciál (od roku 1993) nebo Ahoj, tady Fifi (od roku 2012), počítačové hry, ale také trička, školní potřeby nebo stolní hry s motivy ze Čtyřlístku.
Přehled jednotlivých čísel Čtyřlístku, Čtyřlístků Speciál a knižních reedic původních příběhů Čtyřlístku naleznete v článku Seznam čísel Čtyřlístku.
Čtyřlístek několikrát vyšel i v cizích jazycích, ale zpravidla se nesetkal s přílišným ohlasem. Přesto existují čtyřlístková čísla např. v němčině, angličtině či řečtině.

## Další komiksové seriály ve Čtyřlístku
Ve Čtyřlístku se už od začátku objevují další komiksové příběhy (počet se časem různí). Některé byly samostatné, ale většina jich vycházela na pokračování, avšak nepravidelně, takže složení jednotlivých příběhů bylo v každém čísle odlišné. Poslední komiksový příběh byl v několika ročnících nahrazen říkadly a básničkami pro děti. Na poslední dvoustraně se objevovaly jednoduché křížovky.
V souborných vydáních příběhů Čtyřlístku se tyto vedlejší seriály neobjevují, ale některé z nich vyšly i jako samostatné knihy (Polda a Olda, Anča a Pepík).
Další úspěšné komiksové příběhy byly:
- Alenka a Vašek (1969–1982) – napsal Svatopluk Hrnčíř, nakreslil Adolf Born. Alenka s Vaškem zažívají dobrodružství s vynálezy podivínského pana Semtamťuka, cestami do historie nebo exotických zemí.
- Polda a Olda (1974–1994) – napsali Petr Chvojka a Stanislav Havelka, nakreslil Jaroslav Malák. Olda, obyčejný kluk z paneláku se seznámí se skřítkem Poldou, který se dokáže proměňovat ve zvířata a předměty a přivolávat pohádkové bytosti. Olda ho však musí ukrývat před rodiči a ostatními dospělými.
- Koumes (1979–1984) – napsal Vladimír Kliman, nakreslila Sylvie Vodáková. Myší obdoba detektiva Holmese žije na louce a pátrá po zločinech, spáchaných lučními zvířaty.
- Ježek Jožka (1980–1986) – napsal a nakreslil Ladislav Čapek. Malý ježek Jožka, domácí mazlíček, prožívá dobrodružství s dalšími domácími zvířaty.
- Na hradě Kulíkově (1983–1987) – napsal Ivo Šedivý, nakreslila Eva Šedivá. Kastelán hradu Kulíkova, pan Krbec se potýká s hradním duchem Ruprechtem. Ruprecht se jej zpočátku snaží vypudit, ale později spíše páchá nezbednosti a někdy pomáhá panu Krbcovi zbavit se nepříjemných návštěvníků. Komiks se objevil i jako Večerníček, animovaný Vladimírem Renčínem , pod názvem O zvířátkách pana Krbce.
- Káťa a Škubánek (1984–1992) – napsali Libuše Koutná, Josef Lamka, Hana Lamková, nakreslili Věra Marešová, František Vystrčil, Zdena Skřípková. Holčička Káťa, její voříšek Škubánek a zlomyslný kocour zažívají různé příhody. Komiksové příběhy jsou známy i z televizního Večerníčku.
- Sherlock Holmes (1984–1990) – napsal Rudolf Čechura, nakreslil Marcel Stecker. Detektivní případy, které řeší starý Sherlock Holmes za pomoci věrného přítele Watsona.
- Koko a tchoř (1986–1990) – napsala Marta Pintrová, nakreslila Sylvie Vodáková. Na venkově spolu žijí koza Róza, slepice Fanča a kohoutek Koko, jehož se neustále snaží dopadnout zlý tchoř.
- Jáchym a tiskařský šotek (1987–1990) – napsal Leo Pavlát, nakreslila Věra Faltová. Příběh od tvůrců komiksového Barbánka vypráví o chlapci Jáchymovi, jemuž z knihy vyskočí tiskařský šotek. S pomocí kouzelných čapek pak putují do různých historických období a seznamují se s dějinami písma a psacích materiálů.
- Anča a Pepík (1991–2000) – napsaly a nakreslily Ivana a Lucie Lomovy. Lehce detektivní příběhy dvou myšek.
- Rexík (1994–2009) – napsal Karel Ladislav, nakreslil Jaroslav Němeček. Malý tyranosaurus "Rexík" se pomocí vynálezu dostane do naší doby.
- Sedmikráskov (od 1994) – napsali a nakreslili Richard a Slavomír Svitalští. Příběh obyvatel smyšlené vesnice.
- Viktorka a vesmírná dobrodružství (2004–2010, 2013–2014) – napsali Klára Smolíková a Honza Smolík, nakreslil Honza Smolík. Příběh holčičky Viktorky, která se svými kamarády Flájem a Žabžou putuje nekonečným vesmírem a zažívá různá dobrodružství.

## Šéfredaktoři
- Ludmila Kolářová-Junková (* 1915) byla šéfredaktorkou Čtyřlístku několikrát a to v obdobích 1969–1970, 1972–1973 a v roce 1975. Celkem pod jejím vedením vyšlo 24 čísel. Ke třem dílům Čtyřlístku napsala scénář.
- Vladislav Stanovský (1922–2005) byl šéfredaktorem Čtyřlístku v roce 1971. Celkem pod jeho vedením vyšlo 6 čísel.
- Věra Korečková-Běťáková byla šéfredaktorkou Čtyřlístku v letech 1973–1974. Celkem pod jejím vedením vyšlo 11 čísel.
- Jan Endrýs (1949-2021) byl šéfredaktorem Čtyřlístku v letech 1975–1977. Šéfredaktorem byl opět v letech 2011–2018. K jednomu dílu Čtyřlístku napsal scénář. Celkem pod jeho vedením vyšlo 151 čísel (dvojčísla počítána 2x).
- Jiří Čehovský (* 1947), pod pseudonymem Karel Ladislav byl šéfredaktorem Čtyřlístku nejdéle, v letech 1977–2009. Celkem pod jeho vedením vyšlo 423 čísel. Ke 31 dílům základní řady Čtyřlístku napsal scénář, byl autorem i mnohých dalších komiksů, které ve Čtyřlístku vycházely.
- Jiří Poborák (* 1942) byl šéfredaktorem Čtyřlístku v letech 2010–2011. Čísel pod jeho vedením vyšlo 40. K 65 dílům základní řady Čtyřlístku napsal scénář (stav ke konci roku 2017), byl autorem i seriálu Příhody Alfína a Žužu, který ve Čtyřlístku vycházel.
- Radim Krajčovič je nový šéfredaktor Čtyřlístku od čísla 656 (2018). Je jedním ze scenáristů příběhů Čtyřlístku od roku 2014.[3]